# 이즐링턴빌리지

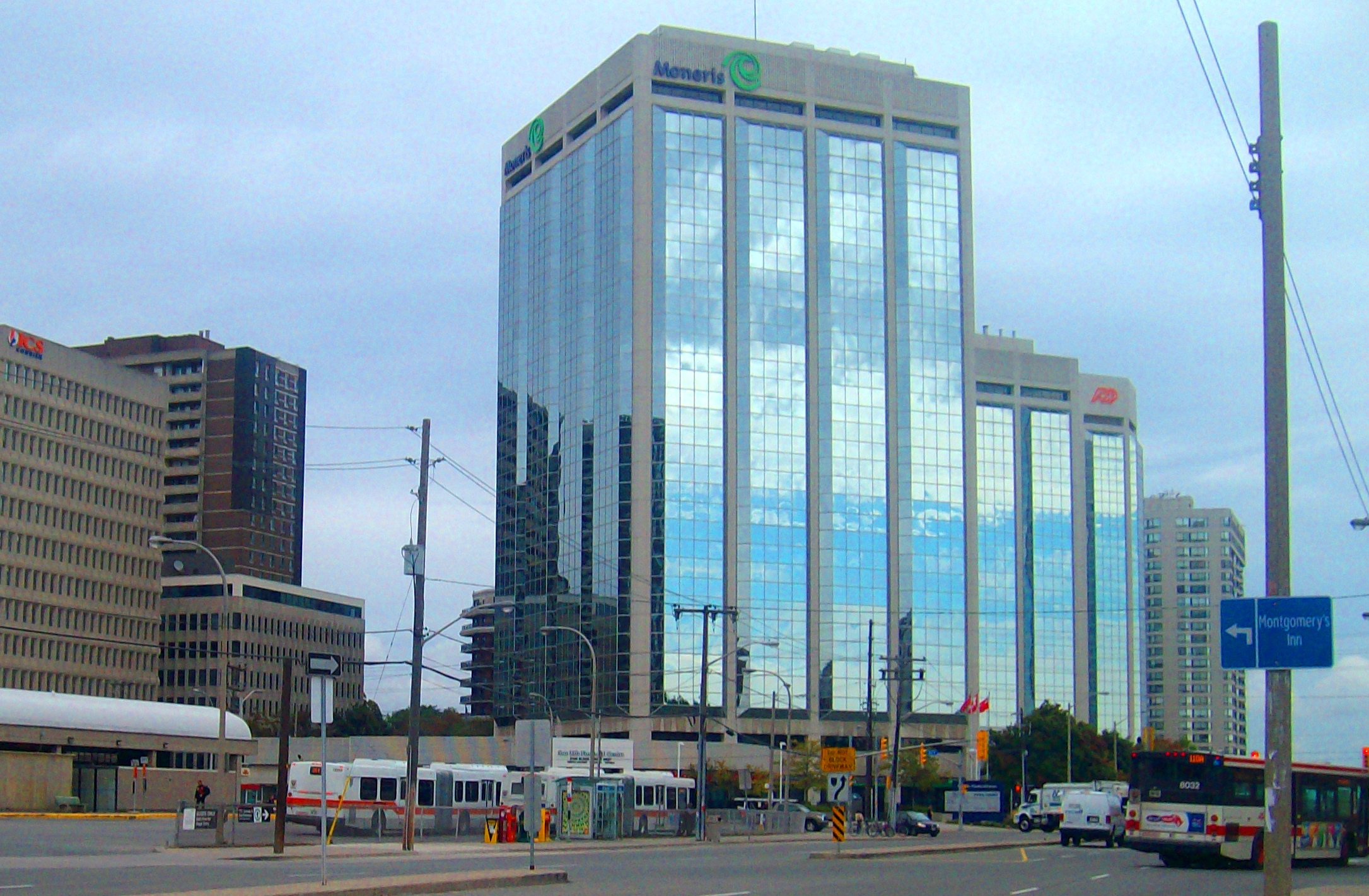

이즐링턴빌리지 (Islington Village) 또는 이즐링턴 시티센터웨스트 (Islington-City Centre West), 식스포인츠 (Six Points)나 이토비코시티센터 (Etobicoke City Centre)는 캐나다 온타리오주 토론토 서쪽의 이토비코에 있는 상업 및 주거 지역이다. 토론토 시내 밖에 있는 네 개의 부도심 중 하나인 이곳은 북쪽으로 래스번 로드, 동쪽으로는 이즐링턴 애비뉴, 남쪽으로는 블루어가, 서쪽으로는 미미코천을 경계로 둔다.

## 같이 보기
- 블루어가
- 키플링역 (TTC)
- 키플링역 (GO)
- 이즐링턴역 (토론토)